# Республіка (дирижабль)
Дирижабль «Республіка» (фр. La République) — французький військовий дирижабль створений у 1908 році. За один рік експлуатації, на ньому було здійснено ряд успішних польотів і встановлено кілька рекордів. Зазнав катастрофи 25 вересня 1909 року поблизу містечка Треволь у Франції. Впав на землю, після того як уламок зламаного гвинта пробив його оболонку. Всі четверо членів екіпажу загинули.

## Передумови створення

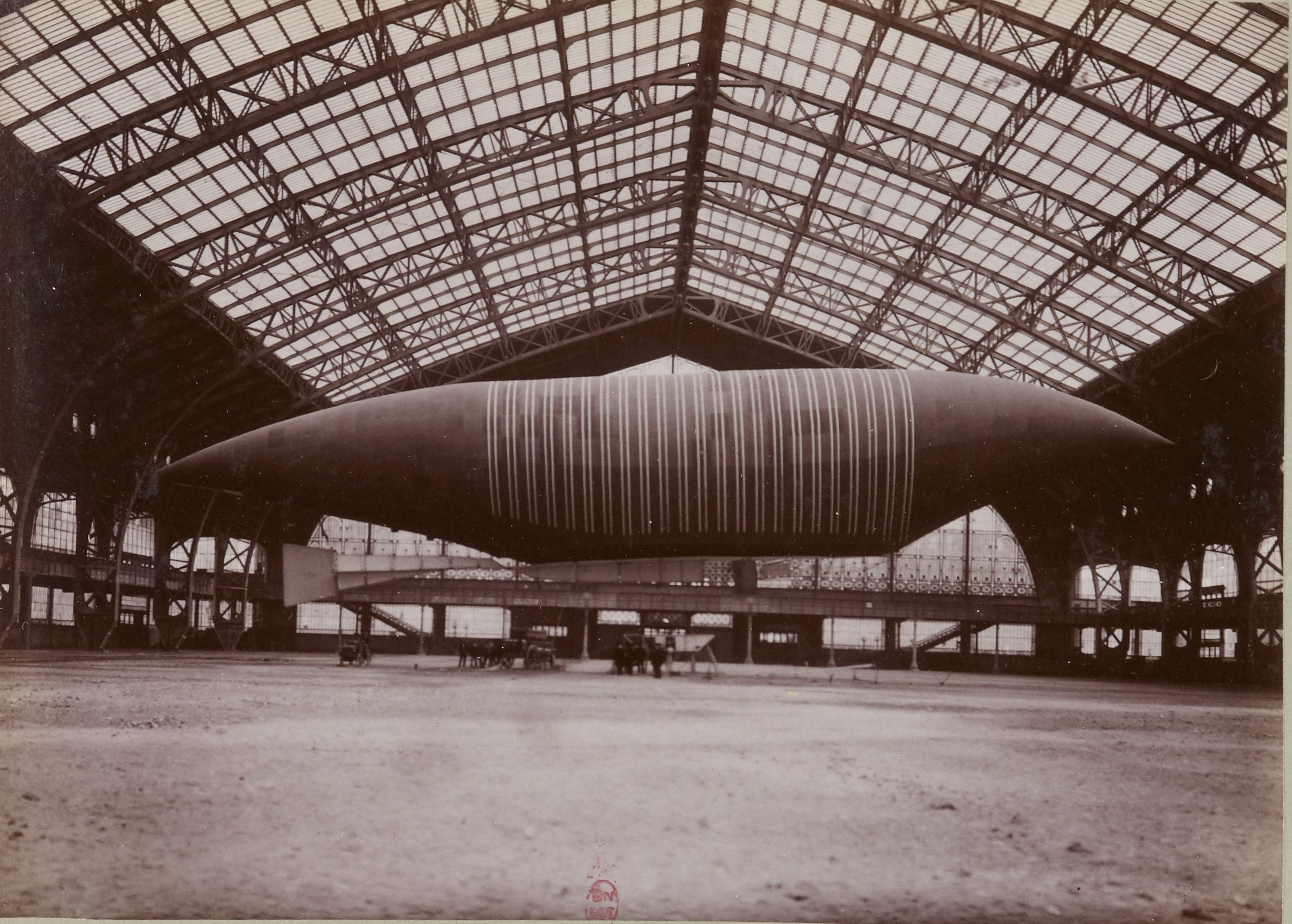
Дирижабль «Lebaudy 1» в ангарі компанії «Lebaudy Frères», 1903 рік

У 1899 році двоє братів із Франції Поль (Paul Lebaudy) і П’єр Лебоді (Pierre Lebaudy) заснували власну компанію «Lebaudy Frères», яка почала випускати перші в країні напівжорсткі дирижаблі. У 1903 році компанія створила і відправила в політ свій перший дирижабль  «Lebaudy 1». Протягом 1903-1905 років брати Лебоді спільно з інженером Анрі Жюліо (Henri Julliot) вдосконалювали конструкцію свого дирижабля і створили його дві покращені модифікації, які отримали назви «Lebaudy 2» і «Lebaudy 3». У 1905 році брати запропонували французькому військовому міністру Ежену Етьєну (Eugène Étienne) переобладнати їхній «Lebaudy 3» для військових потреб. Міністр погодився на пропозицію і згодом, французькі військові викупили дирижабль у братів Лебоді за 80 000 франків.
У 1906 році французькі військові вирішили замовити в компанії братів Лебоді новий дирижабль. Він мав стати першим військовим дирижаблем Франції. Брати Лебоді погодились і у грудні 1906 року дирижабль, який отримав назву  «Patrie», був урочисто переданий у користування французькій армії. Військові розмістили дирижабль в Медоні поблизу Парижа, де вже діяв їх спеціальний центр для дослідження аеронавтики і авіації Шале-Медон (Chalais-Meudon).
У 1907 році французьке військове командування провело успішну серію військових маневрів з дирижаблем  «Patrie», які відвідав прем'єр-міністр Франції Жорж Клемансо. У березні 1907 року перебуваючи під великим враженням від перших успішних польотів «Patrie», французький уряд та військове командування замовило в компанії братів Лебоді ще три нових дирижаблі такої ж модифікації. Брати одразу ж почали працювати над їхнім будівництвом і у червні 1908 року, в майстернях їхнього заводу «Lebaudy's Moisson», був створений дирижабль-побратим «Patrie», який отримав назву «République».

## Створення дирижабля і його технічні характеристики

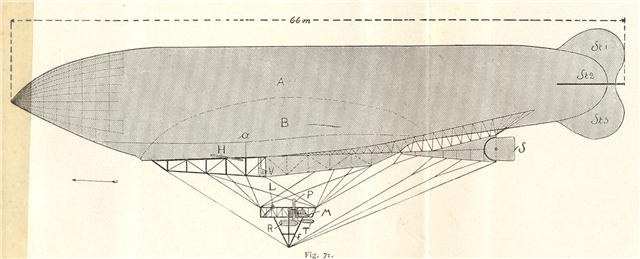
Конструкція військових дирижаблів «Patrie» і «République»

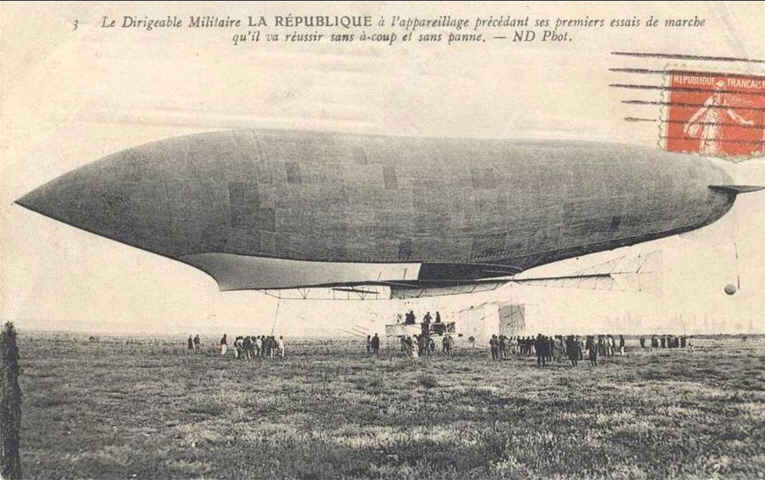
Дирижабль «République» перед першим польотом, 1908 рік

Отримавши замовлення від французького уряду, брати Лебоді одразу приступили до створення нового військового дирижабля. Його проект був розроблений головним інженером компанії Анрі Жюліо (Henri Julliot), а будували дирижабль під керівництвом відомого пілота містера Жюхмеса (M. Georges Juchmès) на заводі братів Лебоді «Lebaudy's Moisson».
Спершу, «République» мала бути точною копією дирижабля  «Patrie». Але в листопаді 1907 року, після того як французькі військові втратили «Patrie» під час шторму, деякі технічні характеристики нового дирижабля було переглянуто і змінено. 
Основні технічні характеристики «République» залишились практично незмінними і були майже таким ж, як у «Patrie». Зокрема, довжина дирижабля не змінилась і дорівнювала 61 метри, а його максимальний діаметр був збільшений лише на кілька сантиметрів і становив 10,9 метри (в «Patrie» він становив 10,3 м). Об'єм оболонки дирижабля зменшився і становив 3700 м³ (в «Patrie» - 3980 м³). На «République» було встановлено дещо більші за площею руль висоти і руль напрямку. Крім того, після втрати в листопаді 1907 року «Patrie», було вирішено трохи змінити конструкцію руля напрямку і його змістили ближче до задньої частини дирижабля.
Рухався дирижабль за допомогою чотирициліндрового автомобільного двигуна потужністю 70 к.с., який виготовила компанія «Panhard & Levassor» . Два металеві гвинти, прикріплені до борту гондоли, кожен діаметром 2,5 м, оберталися зі швидкістю 1000 об/хв. Максимальна швидкість дирижабля становила близько 50 км/год. У липні 1908 року новий дирижабль був готовий до здійснення перших польотів і його урочисто передали французьким військовим.

## Історія польотів

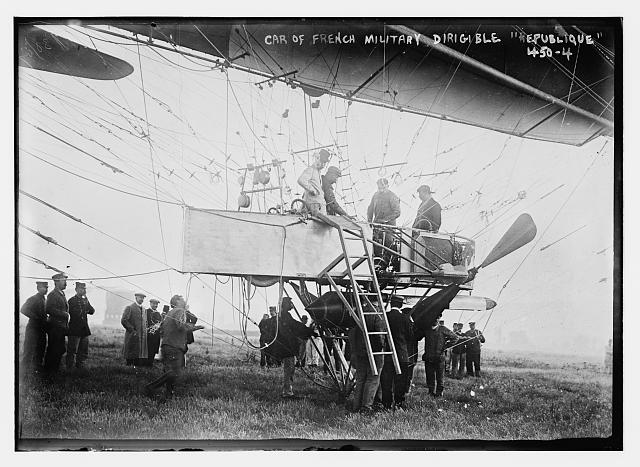
Екіпаж дирижабля «République» готується здійснити політ, 1908 рік

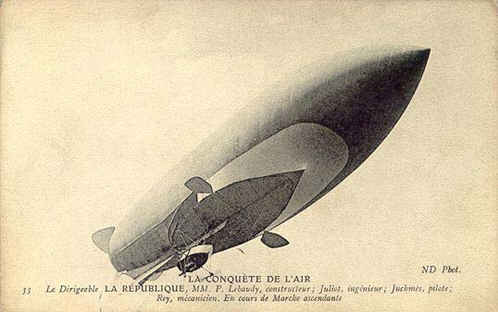
Дирижабль «République» здійснює політ біля Муассона, 1908 рік

Перший політ «République» відбувся поблизу фабрики братів Лебоді в Муассоні 24 червня 1908 року. Керував польотом відомий французький пілот і член «Aeronautique Club de France» містер Джордж Жюхмес (Georges Juchmès), який працював на компанію братів Лебоді. Військове командування, яке замовило дирижабль, відправило спостерігати за цим польотом свого командира містера Воєра (commandant Voyer) та його майбутню команду військових пілотів: капітана Маршала (capitaine Marchal) і трьох лейтенантів Lenoir, Renault і Neant. Поглянути на політ приїхали і самі Поль та П'єр Лебоді. Випробування розпочались о 4 годині, коли дирижабль вивезли з ангара. Перші кілька хвилин витратили на перевірку роботи його гвинтів і двигуна, який на землі працював зі швидкістю 150 об/хв. Після завершення цієї підготовки, Джордж Жюхмес відав наказ екіпажу зайняти свої місця в гондолі дирижабля. Разом із ним, в цей політ відправились другий пілот містер Ландрін (Landrin) та два механіки Рей (Rey) і Арсал (Arsal). Політ стартував о 5 годині 30 хвилин і пройшов доволі успішно. Дирижабль «République» піднявся над Муассоном, завис на кілька хвилин над ним, після чого спершу полетів у напрямку до містечка Ветей, а згодом, повернув на дев'яносто градусів і направився до Ла-Рош-Гвіон. Перелетівши Сену, дирижабль повернувся до ангара, відсалютував всім глядачам зробивши над ними вісімку в польоті і успішно приземлився о 5 годині 53 хвилини. Загалом, весь перший політ тривав 34 хвилини, а двигун і гвинти працювали 29 хвилин і 53 секунди. Під час цього польоту гвинти працювали зі швидкістю 700 об/хв, що було трохи менше від заявленої максимальної швидкості їх роботи в 1000 об/хв, проте не заважало дирижаблю успішно здійснювати повороти на 90 і 180 градусів.
29 і 30 червня було проведено ще два випробовувальні польоти «République», в яких до екіпажу дирижабля крім Джорджа Жюхмеса увійшли французькі військові пілоти і механіки під керівництвом капітана Маршала. За контрактом між військовим керівництвом і братами Лебоді планувалось, що як тільки «République» пролетить свої перші 2 години її одразу офіційно передадуть у руки військових. Під час цих двох польотів екіпаж дирижабля якраз і втілював цей план в життя і в результаті, до липня 1908 року, дирижабль набрав потрібні для виконання контракту перші 2 години нальоту. Після цього, його було офіційно прийнято в технічний парк французьких військ і планувалось його перше завдання - переліт на військову базу в Медоні. 

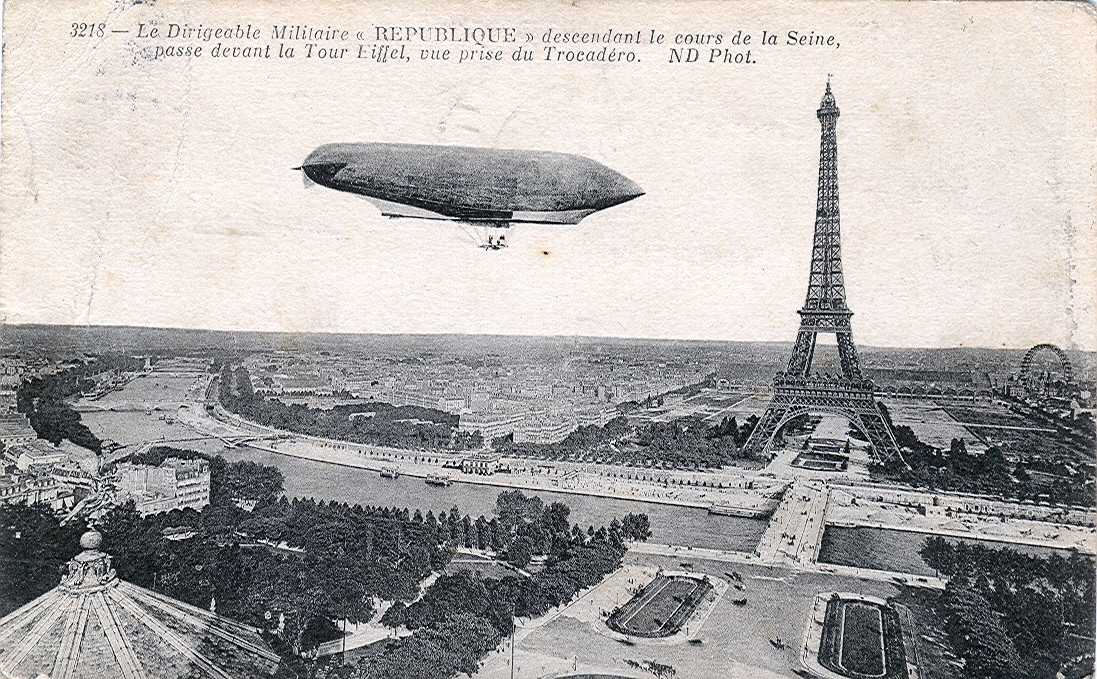
Дирижабль «République» летить над Парижем, 5 вересня 1908 року

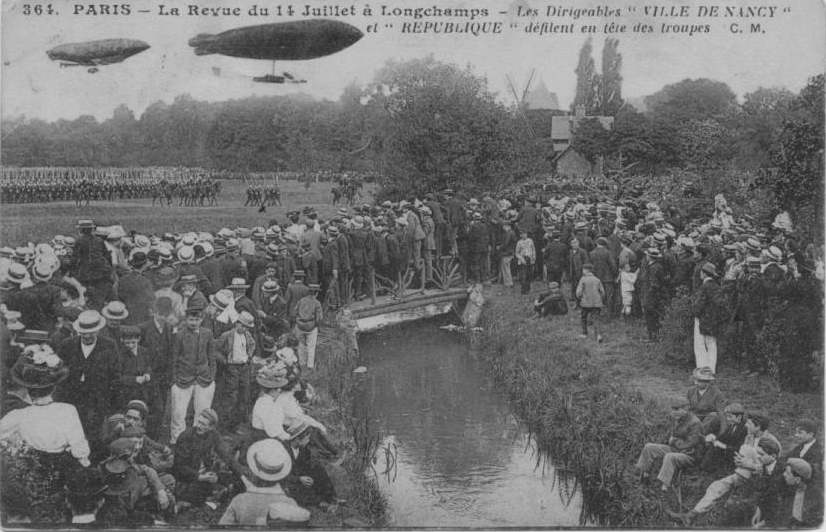
Два дирижаблі «Ville de Nancy» та «République» беруть участь в урочистому військовому параді і пролітають над іподромом «Longchamp», 14 липня 1909 року

31 липня 1908 року дирижабль пілотований капітаном Бойсом (capitaine Bois) і капітаном Маршалом (capitaine Marchal) із екіпажем який складався з лейтенанта Ленуара (lieutenant Lenoir) та двох механіків Вінсено (Vincenot) та Ро (Reau) полетів в напрямку військової бази в Шале-Медон (Chalais-Meudon). Політ з Муассона до Медони, над містечками Мант і Версаль, довжиною приблизно в 65 км завершився за 1 годину і 22 хвилини, що було трохи швидше, ніж політ, який аналогічним маршрутом здійснив два роки тому дирижабль  «Patrie». Після приземлення дирижабль одразу сховали в ангар підготовлений спеціально для нього.
На початку осені 1908 року французьке військове керівництво віддало наказ провести показовий політ «République», під час якого екіпаж мав оцінити всі технічні переваги нового дирижабля. Цей політ відбувся 5 вересня 1908 року. Керував дирижаблем в цей день сам комендант Воєр (commandant Voyer), якому допомагали пілот капітан Бойс (capitaine Bois) та механік Вінсено (Vincenot). О 8:30 годині ранку комендант Воєр відав наказ стартувати і механік Вінсено одразу увімкнув двигун дирижабля. «République» пролетіла Медону, перетнула Париж і через 45 хвилин долетіла до фабрики братів Лебоді в Муассоні, де на кілька хвилин зависла в повітрі для привітання робітникам, які її виготовили. Дальше, дирижабль пролетів над містечками Гонесс і Вільє-ле-Бель і о 11 годині досяг Санліса, де подивитись на його політ вийшло чимало місцевих жителів і військові з гусарського полку, який тут проживав. Щоб глядачам було краще видно дирижабль, його пілоти пролетіли дуже низько над ними, після чого швидко набрали висоту й продовжили політ. О 12:30 годині дирижабль пролетів над містом Комп'єнь і розвернувшись на 180 градусів біля місцевого замку почав своє повернення до ангара. О 14 годині дирижабль вдруге, цього разу тріумфально пролетів над Парижем і о 15:10 годині успішно приземлився в Медоні. Загалом, цей політ тривав 6 годин і 30 хвилин за які дирижабль подолав близько 125 миль (200 км), що стало новим рекордом для французьких військових пілотів. Новина про цей рекордний політ широко висвітлювалась в місцевій паризькій пресі, а 20 вересня 1908 року газета «Le Petit Journal» помістила зображення дирижабля «République» на свою обкладинку.
Після успішного рекордного польоту задоволене військове командування вирішило випробувати інші свої дирижаблі (зокрема дирижабль  «Lebaudy») і наказало спустити оболонку «République», щоб звільнити місце в ангарі. Тому, до літа дирижабль більше не здійснював нових польотів і лише в червні 1909 року почав знову брати участь у військових маневрах французької армії.
14 липня 1909 року «République» спільно з дирижаблем «Ville de Nancy» взяв участь в урочистому військовому параді і пролетів над іподромом «Longchamp», де зібралась велика кількість глядачів, серед яких був і президент Франції Арман Фальєр. Імовірно, це був перший авіаційний військовий парад країни, який відтоді традиційно влаштовували з нагоди національного святкування «La Fête Nationale».
4 серпня 1909 року дирижабль «République» здійснив свій найдовший політ, пролетівши за 7 годин і 13 хвилин близько 130 миль (210 км). Маршрут польоту дирижабля проліг з Медони до центру Парижа, після чого він зробив півколо і пролітав над містечками Санліс, Ерменонвіль, Мо, Марль-ан-Брі, Гінь, Мелен і Корбей. Завершився політ на місці старту дирижабля в Медоні. І хоч екіпаж «République» здійснючи цей політ не змагався за ніякі призи, наприкінці 1909 року Aéro-Club de France вручив його пілоту капітану Бойсу (capitaine Bois) медаль, на якій було набито напис: «Aéronats-Capitaine Bois-4 août 1909 -Plus grande durée en 1909-7h.13» («Аеронавту капітану Бойсу-4 серпня 1909 року-найдовша тривалість польоту у 1909 році-7 годин і 13 хвилин»).

## Катастрофа дирижабля

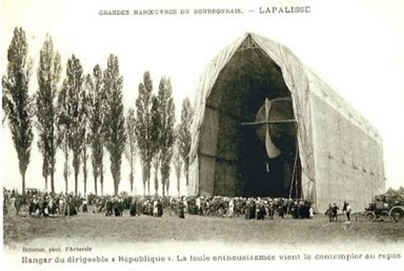
Дирижабль «République» в польовому ангарі у Лапаліссі, 1909 рік

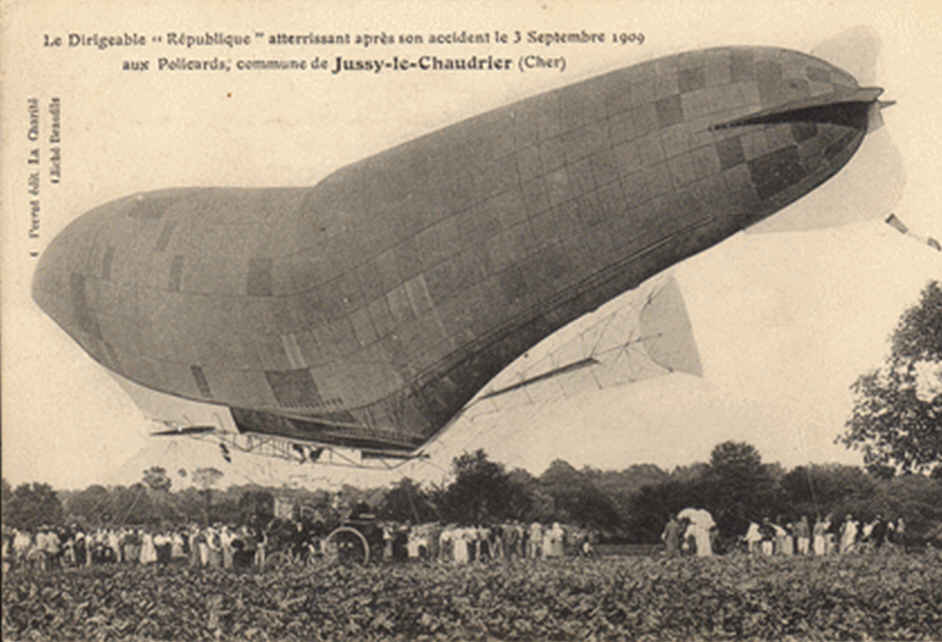
Пошкоджений «République» готується до вимушеного приземлення в Жуссі-ле-Шодріє після того, як його двигун перегрівся, 3 вересня 1909 року

Влітку 1909 року французький уряд ухвалив рішення про участь дирижабля «République» у великих військових навчаннях, які мали пройти восени в герцогстві Бурбон. З цією метою в Лапаліссі спорудили спеціальний польовий ангар для дирижабля й щоб добратись на місце навчань, він мав пролетіти рекордну для себе відстань в 330 км. Цей політ стартував 3 вересня 1909 року о 7 годині ранку. Керував ним капітан Бойс, а допомагали йому лейтенант Рено (Renaux) та два механіки Вінсено (Vincenot) і Ро (Reau). За перші три години польоту «République» досить легко пролетіла 103 км, залишивши позаду Ессонн, Фонтенбло, Супп-сюр-Луен та Монтаржі. Проте, коли дирижабль долетів до Сен-Ілер-сюр-Пюїзо виникла перша проблема: трос управління елеронами раптово зіскочив з одного зі своїх оборотних шківів. Екіпажу довелось робити вимушене приземлення, щоб виправити цю поломку. Зупинка тривала більше години, з 10:52 до 12:17 години. Коли «République» відновила свій політ, піднявся сильний зустрічний вітер. Сильні вихори та раптові зміни напрямку вітру на різних висотах особливо ускладнили роботу екіпажу дирижабля, який намагався зберегти свій напрямок та висоту польоту. О 14 годині 56 хвилин пролетівши над містечками Бріар та Кон-Кур-сюр-Луар й подолавши 208 км, дирижабль прибув в Ла-Шарите-сюр-Луар. У цей час виникла друга проблема, в двигуні дирижабля раптово закипіла вода і його довелось негайно зупинити. Дирижабль ще встиг пролетіти над Луарою, перш ніж втратив висоту і вимушено приземлився у відкритому полі біля Жуссі-ле-Шодріє. Під час приземлення був пошкоджений кіль дирижабля, а з його оболонки частково витік газ. Щоб уникнути загрози втрати дирижабля від штормових вітрів (як це було з  «Patrie»), екіпаж ухвалив рішення спустити газ в оболонці і відправити дирижабль в Лапалісс поїздом, де його мали оглянути та відремонтувати.
Після швидкого кількаденного ремонту в Лапаліссі, «République» все ж встигли підготувати до навчань і з 14 по 18 вересня дирижабль взяв активну участь у запланованих військових операціях й здійснив п'ять розвідувальних польотів. Усі ці розвідувальні польоти були дуже успішними, а зібрані під час них дані, дали військовим багато нових знань про можливості використання дирижаблів в баєвих діях.

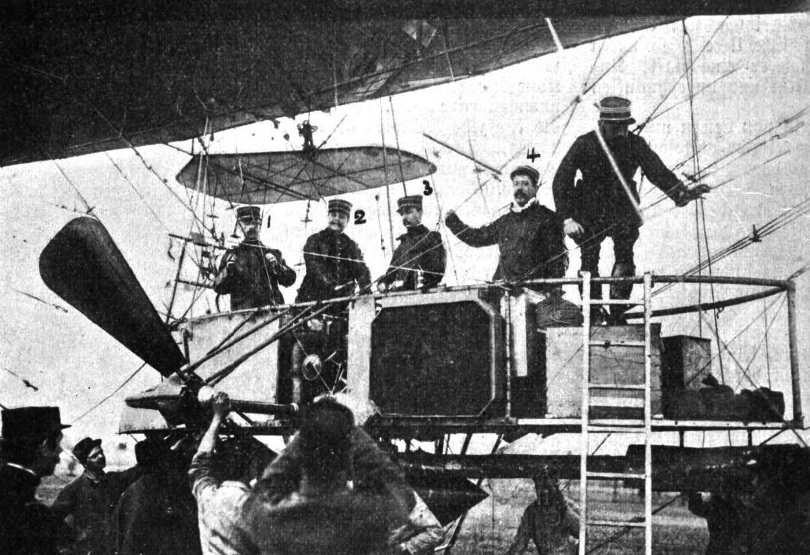
Капітан Маршал (capitaine Marchal), лейтенант Шоре (lieutenant Chauré) та два механіки Вінсено (Vincenot) і Ро (Reau) в гондолі дирижабля «République» перед його останнім польотом, 25 вересня 1909 року

Після завершення навчань, команда дирижабля отримала наказ повернути його в ангар у Медоні. Екіпаж вирішив повертатись не поїздом, а летіти назад на «République». Керівником цього польоту призначили капітана Маршала (capitaine Marchal), а допомагати йому мав лейтенант Шоре (lieutenant Chauré) та два механіки Вінсено (Vincenot) і Ро (Reau).
Останій політ «République» стартував 25 вересня 1909 року о 7:20 годині ранку. Майже через годину дирижабль пролетів над Муленом, а близько 8:30 ранку відбулась раптова поломка одного з його гвинтів (ймовірно через втому матеріалу), він розлетівся на уламки і один з них пробив оболонку гондоли. Газ в оболонці дуже швидко вивітрився і некерований дирижабль впав на землю з великої висоти. Всі четверо членів екіпажу загинули на місці падіння, біля входу в замок «d'Avrilly» у селищі Треволь.

## Наслідки катастрофи

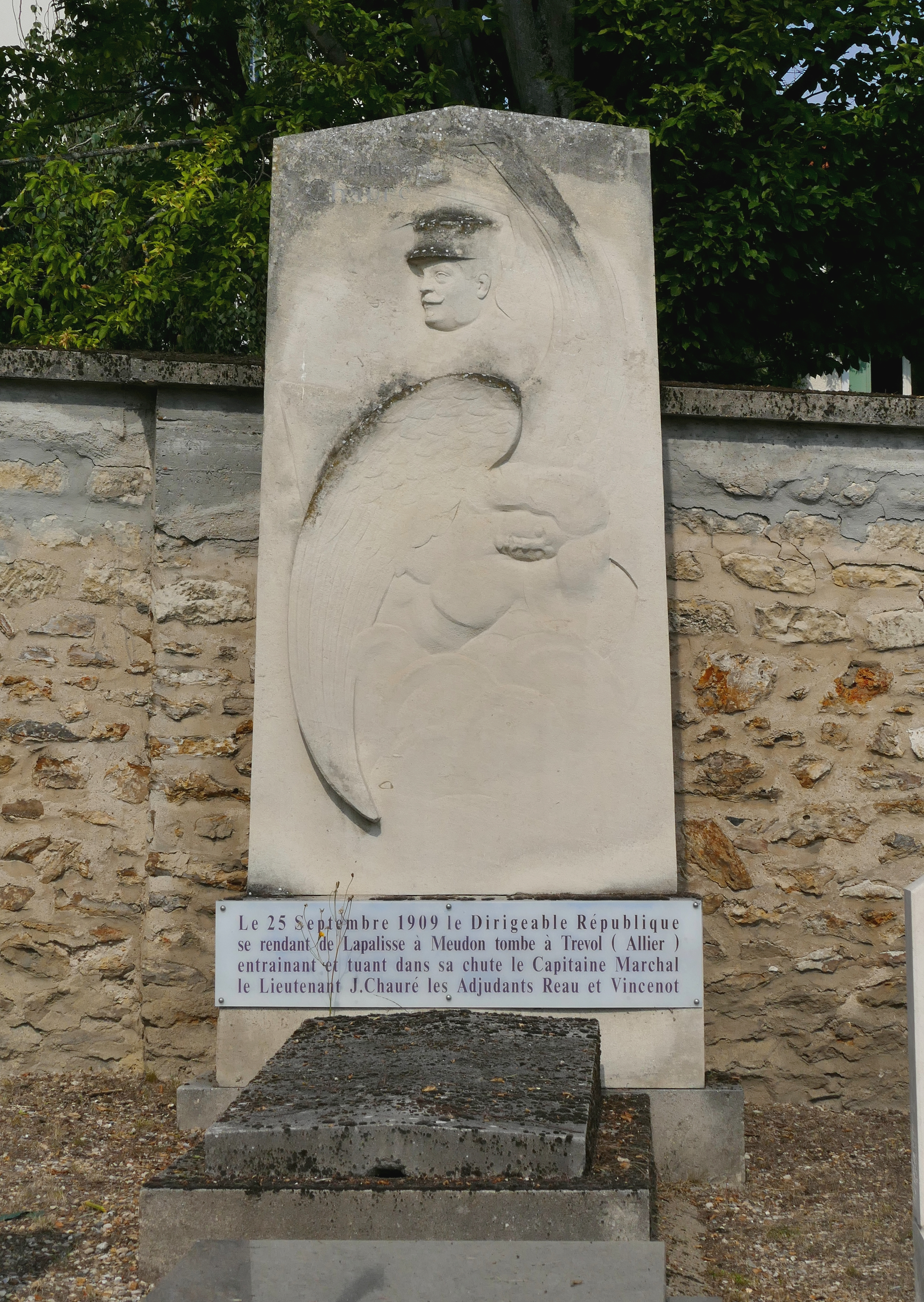
Монумент присвячений загиблим членам екіпажу дирижабля «République». Кладовище «Longs Réages» в Медоні

Новини про катастрофу дуже швидко розлетілись Францією. Майже кожна газета країни на своїх сторінках детально описала всі події, які до неї призвели. Деякі газети одразу ж запустили збір коштів для родин загиблих членів екіпажу та для побудови нового дирижабля на заміну «République». Так, наприклад, газета «Le Temps», вже за кілька днів після катастрофи змогла назбирати 300 000 франків. Частину з цих коштів було витрачено на побудову монументу в честь загиблих членів екіпажу, а решту відправили у фонд французького уряду з якого мали придбати новий дирижабль на заміну «Республіці». Відома паризька газета «Le Petit Journal» помістила на свою обкладинку зображення загиблих членів екіпажу, яких з гордістю накрили французьким прапором. Долучились до обговорення катастрофи й іноземні газети. Так, американська «The New York Times» у своїй статті піддала критиці практику використання військовими дирижаблів і пропонувала замінити всіх їх на літаки.
Урочистий похорон загиблих членів екіпажу відбувся 28 вересня 1909 року в соборі «Cathédrale Saint-Louis de Versailles». Їх поховали на цвинтарі «Longs Réages» у Медоні, де згодом було встановлено меморіальну плиту пам'яті. У 1911 році відомий французький скульптор Henri Bouchard створив спеціальний монумент присвячений катастрофі дирижабля «République», який встановили в Парижі і урочисто відкрили в 1923 році. Також, три нові вулиці в місті й одну площу було названо іменами загиблих членів екіпажу: «Rue du Capitaine-Marchal», «Rue du Lieutenant-Chauré», «Rue de l'Adjudant-Réau» та «Place de l'Adjudant-Vincenot». Окрім вулиць, іменами загиблих членів екіпажу були названі кілька нових французьких військових дирижаблів (dirigeable «Lieutenant Chauré», dirigeable «Capitaine Marchal»).
Французький уряд і військове командування створило спеціальну комісію, яка розглянула катастрофу «République» і детально проаналізувала всі причини, які до неї призвели. Зокрема, було розкритиковано участь дирижабля у навчаннях одразу після першої аварії і дуже короткого ремонту, а також, рішення екіпажу повертатись в Медону не поїздом, а в польоті. Французький уряд негайно вжив заходів для заміни «République» і замовив у компанії братів Лебоді два нових дирижаблі. Згодом, компанія «Lebaudy Frères» представила військовим модернізований дирижабль «Liberté» та повністю новий «Capitaine-Marchal», який назвали в честь загиблого командира «République», капітана Маршала. 